# Річард Томас Бейкер
Річард Томас Бейкер (англ. Richard Thomas Baker, 1 грудня 1854 — 14 липня 1941) — австралійський ботанік, фітохімік і викладач.

## Біографія
Народився 1 грудня 1854 року у Вуліджі (графство Кент, Велика Британія) в сім'ї коваля Річарда Томаса Бейкера і його дружини Сари, до шлюбу — Колкетт. Після закінчення школи працював у лондонській службі шкіл, проте у 1879 році покинув роботу, вирішивши вирушити до Австралії. Прибувши до Австралії, з 1880 року Бейкер працював в Ньюінгтонскому коледжі під Сіднеєм.
У 1888 році залишив роботу в коледжі, після чого відвідав Європу і Північну Америку. Повернувшись з поїздки, Бейкер отримав призначення на посаду асистента куратора в Технологічному музеї Джозефа Мейдена. З 1896 року він керував музеєм, у 1898 році став куратором, з 1901 року працював на посаді ботаніка-ресурсознавця.
3 грудня 1890 року Річард Томас Бейкер одружився з Енн Гебблвайт, до шлюбу — Доусон.
Під впливом хіміка Генрі Джорджа Сміта Бейкер вирішив вивчати хімічний склад рослин, в Австралії на той час абсолютно не досліджений. Бейкер був затятим прихильником хемотаксономії і вважав, що кожен вид евкаліпта характеризується власним складом ефірної олії. Такий підхід Бейкера до систематики рослин викликав безліч критики з боку ботаніків, в тому числі і Мейдена.
Бейкер згодом випустив монографії родів Angophora, Leptospermum, Melaleuca, Prostanthera. Річард Томас був талановитим художником, його роботи завжди супроводжувалися барвистими ілюстраціями.
З 1913 по 1924 рік Бейкер викладав в Сіднейському університеті. З 1888 року він був членом Ліннєївського товариства Нового Південного Уельсу, а також членом-кореспондентом Лондонського Ліннєївського товариства, з 1894 року був членом Королівського товариства Нового Південного Уельсу.
У 1921 році він був нагороджений медаллю Мюллера Австралазійської асоціації з просування науки, у 1922 році отримав  медаль Кларка Королівського товариства Нового Південного Уельсу.
Помер Річард Томас Бейкер в Челтнемі, передмісті Сіднея, 14 липня 1941 року.

## Деякі наукові публікації
- Baker, R.T.; Smith, H.G. A Research on the Eucalypts, especially in regard to their essential oils. — Sydney, 1902. — 291 p.
- Baker, R.T.; Smith, H.G. A Research on the Pines of Australia. — Sydney, 1910. — 458 p.
- Baker, R.T. Cabinet Timbers of Australia. — Sydney, 1913. — 189 p.
- Baker, R.T. Hardwoods of Australia and their Economics. — Sydney, 1919. — 522 p.
- Baker, R.T.; Smith, H.G. Woodfibres of Some Australian Timbers. — Sydney, 1924. — 159 p.

## Деякі види, названі на честь Річарда Бейкера
- Acacia bakeri, Maiden, 1896
- Angophora bakeri, E.C.Hall, 1913
- Ardisia bakeri, C.T.White, 1942
- Eucalyptus bakeri, Maiden, 1913